# La Plantera
El barri de la Plantera de Blanes és un dels barris més poblats i característics d'aquesta vila. Sembla que en l'antiguitat, el mar Mediterrani ocupava quasi tota la part de terra ferma on està situat el Barri. Per acció del riu Tordera, degut als al·luvions que portava i als mateixos corrents marins i temporals que transporten la sorra d'un lloc a l'altre, a poc a poc aquesta zona es va anar convertint en aiguamolls i finalment en una rica zona agrícola, ja que les seves terres eren ideals per conrear-hi llegums i altres productes de l'horta. És per això que aquesta barriada se la coneix amb el nom de La Plantera.
L'any 1458 amb un privilegi concedit per la vescomtessa Violant de Prades, filla del comte de Prades i esposa de Bernat Joan de Cabrera, s'incorpora al terme de Blanes el barri de s'Auguer, el Racó d'en Portes i la Plantera que fins aleshores pertanyien al Castell de Palafolls.
Avui en dia, de terres de conreu i de plantacions en queden ben poques, i aquestes han anat desapareixent per construir-hi pisos, carrers, escoles, etc.. però s'ha conservat el nom que recorda els seus orígens agrícoles.
Algunes de les dades més destacables relacionades amb aquest barri són:

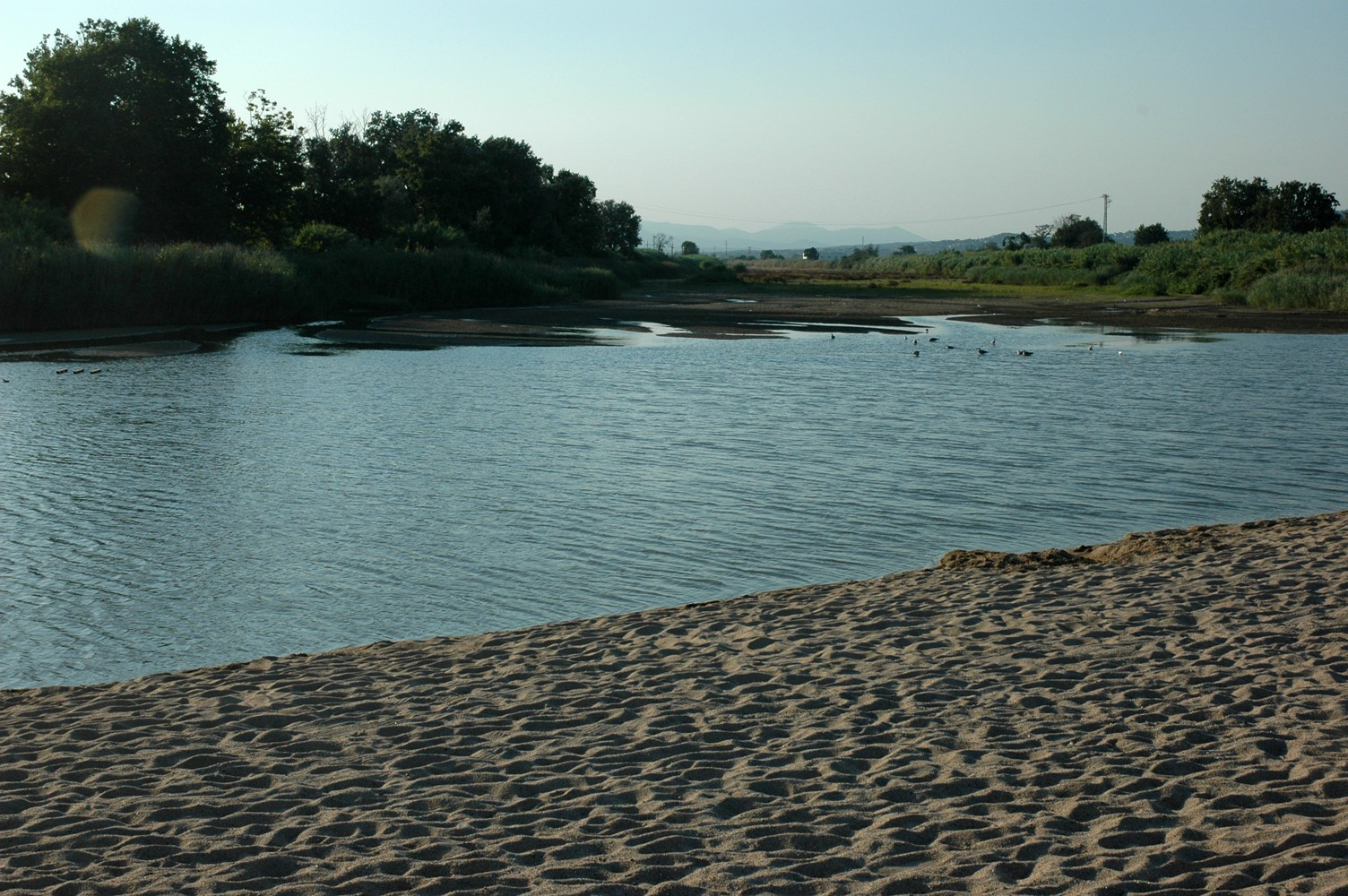
Desembocadura de la Tordera

| 1950/60 | Ampliació de la fàbrica de la SAFA. Necessitat de mà d'obra             |
| 1960/70 | Boom turístic. Construcció d'hotels i apartaments                       |
| 1966    | Aprovació del pla parcial de La Plantera                                |
| 1967    | Construcció dels primers grans edificis                                 |
| 1972    | Creació de l'associació de veïns. Instal·lació de les primeres empreses |
| 1979    | Inauguració del Col·legi Napoleó Soliva de Blanes                       |
| 1985    | Aprovació de les obre d'enllumenat i de renovació d'aigua potable       |
| 1987    | S'inaugura la Cooperativa Agrícola                                      |
| 1995    | Es cobreix la riera de Vall d'en Burg que atravessa el barri            |